# St-André (Lyon)

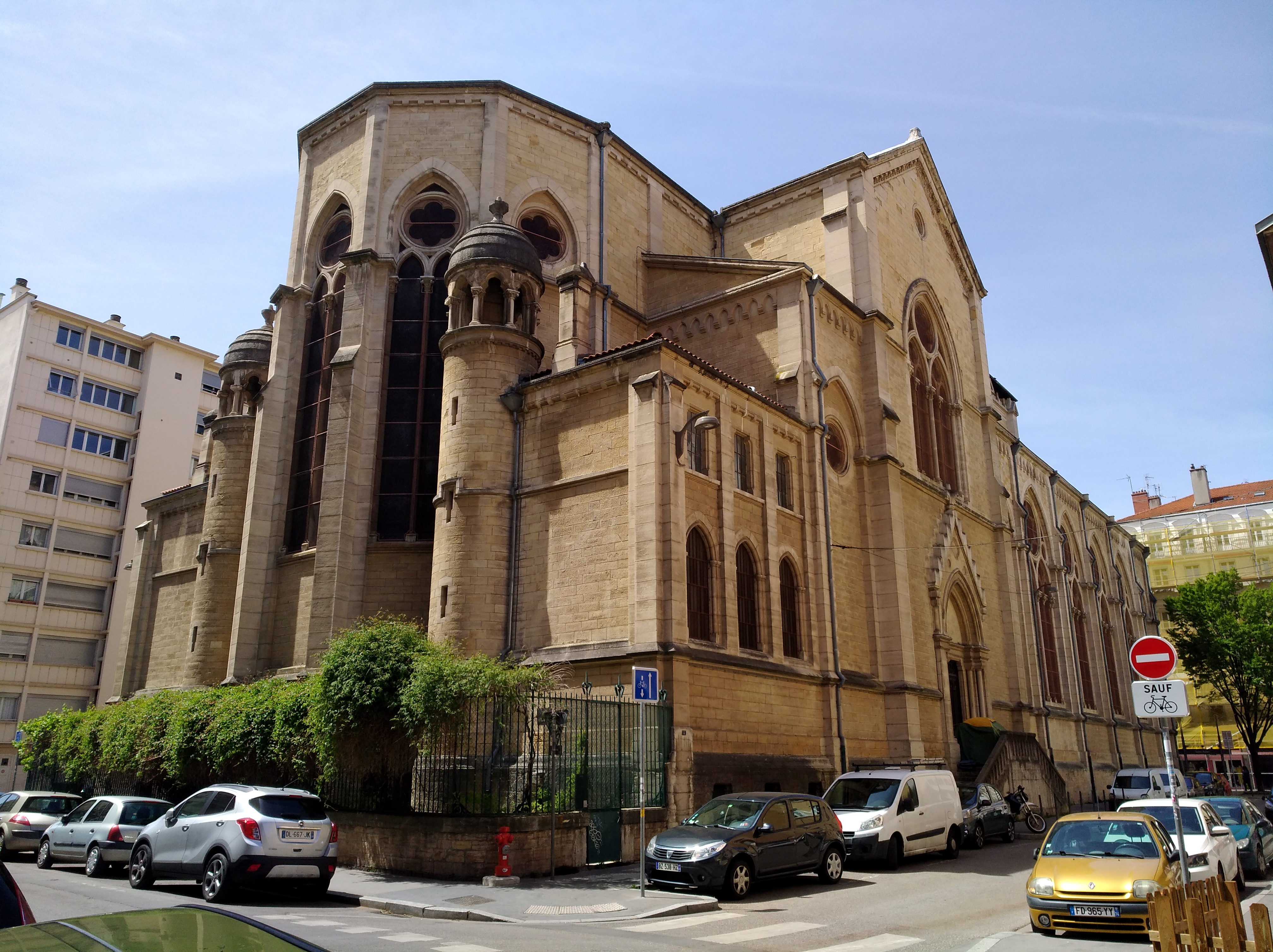
St-André (Lyon)

Die Kirche St-André (auch: Saint-André-de-la-Guillotière) ist eine römisch-katholische Kirche im 7. Arrondissement von Lyon.

## Lage und Patrozinium
Die Kirche steht östlich der Rhône im Viertel La Guillotière am Schnittpunkt der Straßen Rue de Marseille und Rue Félissent. Sie ist zu Ehren des Apostels Andreas geweiht. Sie gehört zur Pfarrei des seligen Antoine Chevrier (Paroisse du bienheureux Antoine Chevrier).

## Geschichte

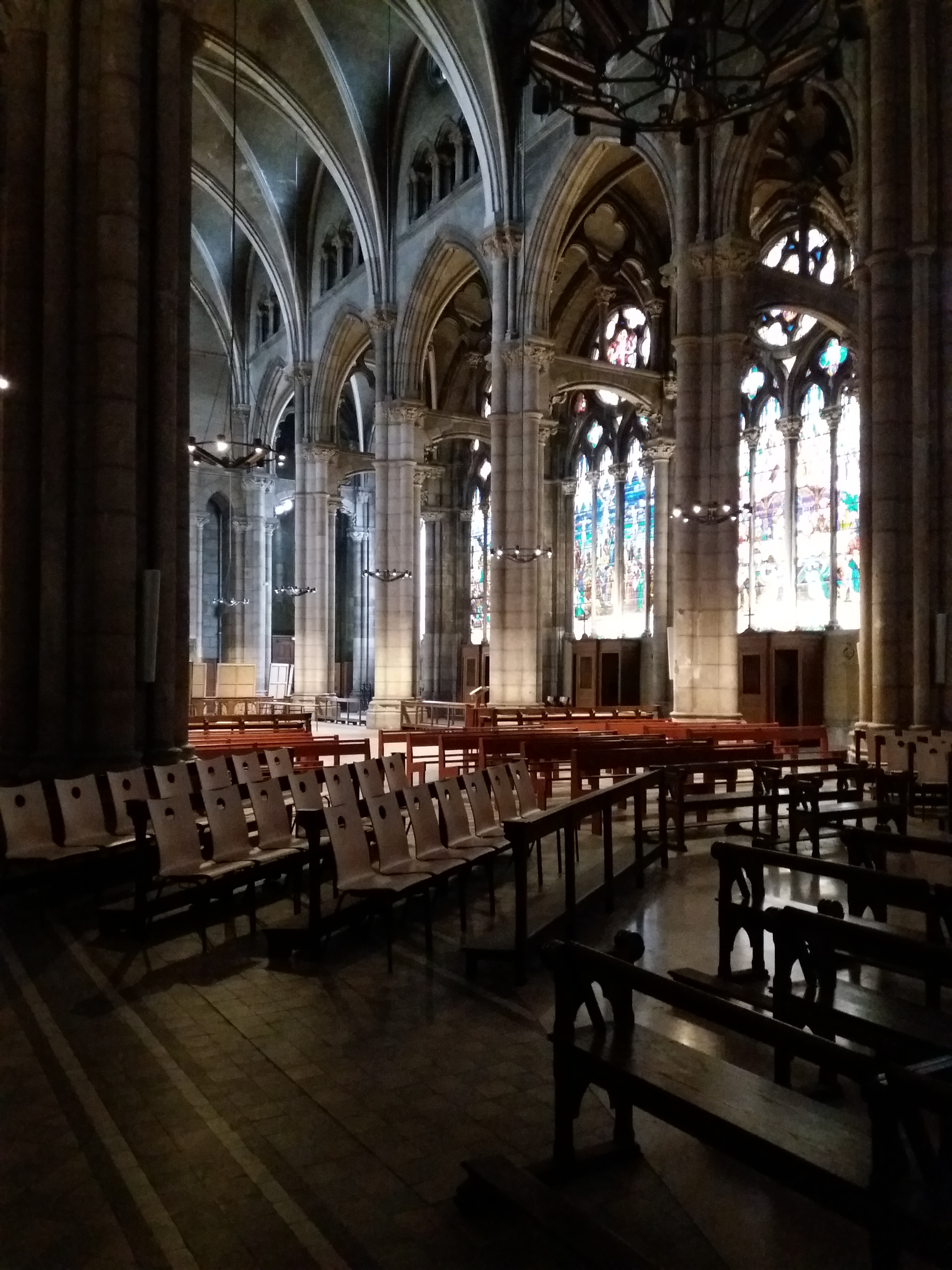
St-André (Lyon)

Die Architekten Tony Desjardins (1814–1882) und sein Sohn Paul Desjardins (1847–1925) bauten die große neugotische Kirche in zwei Schüben, von 1860 bis 1866 und von 1897 bis 1901. Zur Ausschmückung der Fassade kam es nicht. Eben so wenig wurde der auf 69 Meter Höhe geplante Kirchturm realisiert.

## Ausstattung
Die Kirche beeindruckt durch die Pracht ihrer 20 großen Kirchenfenster, deren Herstellung sich über einen Zeitraum von 76 Jahren erstreckte:
- 1866–1867: Paré und Aubriot (Fensterrosetten)
- 1879–1889: Alexandre Mauvernay und Raymond Balze (Chorfenster mit den vier Evangelisten, vier Propheten und vier Heiligen: Andreas, Petrus, Stephanus und Vinzenz von Paul)
- 1903: Paul Nicod und Jean Jubin (Andreas, Fassadenrückwand)
- 1930–1942: Louis Balmet (1876–1957) und Joseph-Émile Bégule (1880–1972) (Szenen aus dem Leben Christi)

## Literatur

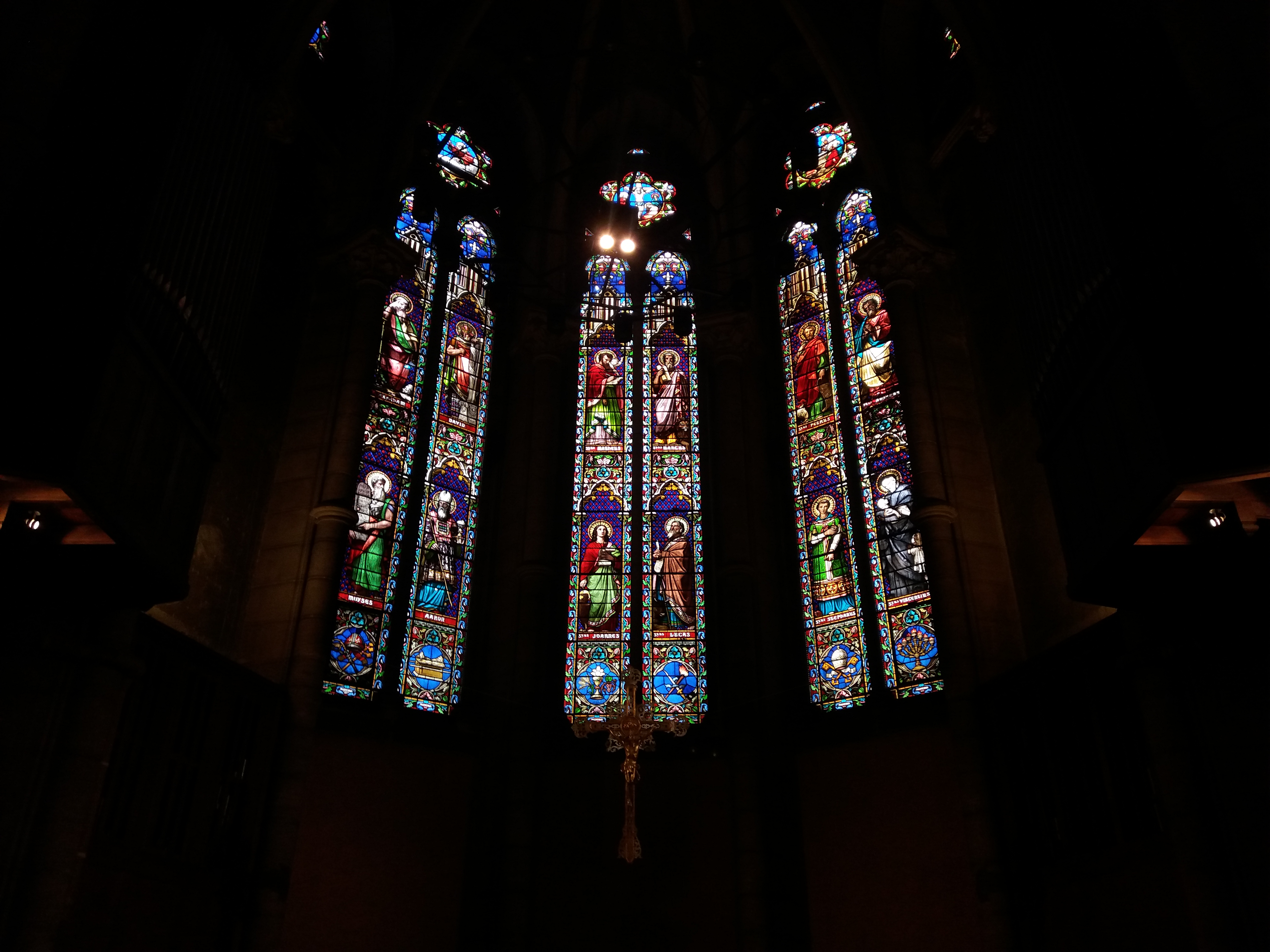
St-André (Lyon)